# Torrent de la Fàbrega (Monistrol de Calders)
El torrent de la Fàbrega és un torrent que discorre pel terme municipal de Monistrol de Calders, al Moianès. És un torrent curt, que s'origina a llevant del Pla del Sant, al sud-est de les Esqueroses i al sud-oest de Bosc Mitger, al nord-oest dels Avellaners del Cuca, en el collet de Bosc Mitger, o de la Fàbrega, que separa les dues carenes, la de ponent, amb el Pla del Sant i els Salarots, i la de llevant, amb el Bosc Mitger. Des d'aquest lloc davalla cap a migdia, decantant-se progressivament cap al sud-oest, cap a la tancada vall d'aquest torrent, on hi havia hagut la masia de la Fàbrega, que deixa a la dreta. Poc després de travessar el Camí de Monistrol de Calders a la Closella, arriba al Baguet de Rubió, on s'aboca en el torrent de Vall-llosera.